# Armadillogorgia
Armadillogorgia is een geslacht van neteldieren uit de klasse van de Anthozoa (bloemdieren).

## Soort
- Armadillogorgia cyathella Bayer, 1980